# Robert B. Salter
Pour les articles homonymes, voir Salter.
Robert Bruce Salter CC Oont FRSC FRHSC (15 décembre 1924 - 10 mai 2010) est un chirurgien canadien et un pionnier dans le domaine de la chirurgie orthopédique pédiatrique.

## Biographie
Né à Stratford, en Ontario, il obtient son diplôme de médecine à l'Université de Toronto en 1947, travaille pendant deux ans à la Grenfell Medical Mission à Terre-Neuve et passe un an comme boursier McLaughlin à Oxford, en Angleterre. Salter revient ensuite pour rejoindre le personnel médical de l'Hospital for Sick Children de Toronto en 1955. Il est ensuite nommé chirurgien en chef .
Salter développe une procédure pour corriger la luxation congénitale de la hanche, est le pionnier du mouvement passif continu pour le traitement des lésions articulaires  et co-développe une classification des lésions de la plaque de croissance chez les enfants, communément appelée système de classification des fractures Salter-Harris. Il développe également l'ostéotomie innominée supraacétabulaire (c'est-à-dire l'ostéotomie de Salter) pour traiter de manière opératoire la luxation congénitale de la hanche. Son manuel de chirurgie orthopédique, Disorders and Injuries of the Musculoskeletal System, est utilisé dans le monde entier.
Il est fait officier de l'Ordre du Canada en 1977 et promu compagnon en 1997. En 1988, il reçoit l'Ordre de l'Ontario. En 1995, il est intronisé au Temple de la renommée médicale canadienne. Il est également membre de l'Académie des sciences de la Société royale du Canada et reçoit le prix international de la Fondation Gairdner pour les sciences médicales, la médaille FNG Starr de l'Association médicale canadienne et le prix Bristol-Myers Squibb pour réalisations exceptionnelles en Recherche orthopédique .
Salter est décédé le 10 mai 2010 .